# Katarzyna Rezler
Katarzyna Małgorzata Rezler (ur. 21 marca 1982 w Poznaniu) – polska koszykarka, występująca na pozycji silnej skrzydłowej.

## Osiągnięcia
Stan na 3 kwietnia 2023, na podstawie, o ile nie zaznaczono inaczej.

### Reprezentacja
- Brązowa medalistka mistrzostw Europy U–18 (2000)[2]